# 這一夜，誰來說相聲？
《這一夜，誰來說相聲？》，由台灣表演工作坊在1989年推出的相聲舞台劇，演出者為李立群、金士傑與陳立華，賴聲川導演，劇本為集體創作。在台灣演出後，大為轟動，曾應邀赴新加坡、香港、洛杉磯、舊金山、紐約等地演出，共演出72場。

## 內容
在台北的華都西餐廳中，兩位脫口秀主持人，嚴歸（李立群 飾）與鄭傳（陳立華 飾），準備介紹從中國大陸來的相聲大師－常年樂老先生，登場表演。不過，他們發現，相聲大師並沒到達現場，只有他的徒弟，白壇（金士傑 飾）出現。為了使節目進行下去，嚴歸與白壇，兩個相聲門外漢，只能硬著頭皮，登台演出。除了序曲與結尾外，共有六個段子。
- 序曲：華都西餐廳
- 段子一：離航
- 段子二：難民之旅 / 國與家、增羊報國
- 段子三：語言的藝術
- 段子四：四郎探親
- 段子五：大同之家
- 段子六：盜墓記
- 謝幕：華都西餐廳